# 13266 Maiabland
13266 Maiabland eller 1998 QY30 är en asteroid i huvudbältet som upptäcktes den 17 augusti 1998 av LINEAR i Socorro County, New Mexico. Den är uppkallad efter Maia Bland.
Asteroiden har en diameter på ungefär 5 kilometer och den tillhör asteroidgruppen Koronis.